# Enveloppe constante
L'enveloppe constante est atteinte lorsqu'une forme d'onde sinusoïdale atteint un équilibre dans un système spécifique. Cela se produit lorsque la rétroaction négative dans un système de contrôle, comme dans la commande automatique de gain d'une radio ou lorsqu'un amplificateur atteint l'état d'équilibre. L'état d'équilibre, tel qu'il est défini en génie électrique, se produit après qu'un système se soit stabilisé. Pour être plus spécifique, les systèmes de contrôle sont instables jusqu'à ce qu'ils atteignent un état stable. Pour que le système soit stable, il faut que l'enveloppe soit constante, qu'il y ait le moins de bruit possible et que le gain de rétroaction ait rendu le système stable.
La rétroaction est utilisée pour créer un signal de retour afin de contrôler le gain, réduire la distorsion, contrôler la tension de sortie, améliorer la stabilité ou créer une instabilité, comme dans un oscillateur. Quelques exemples de modulations à enveloppe constante sont comme FSK, GFSK, MSK, GMSK et IJF de Feher - Toutes les modulations à enveloppe constante permettent aux amplificateurs de puissance de fonctionner à ou près des niveaux de saturation. Cependant, l'efficacité du spectre de puissance d'une enveloppe à amplitude non constante est toujours supérieure à celle d'une modulation à enveloppe constante.